# Alcarria de Alcalá

Mapa de la Comunidad de Villa y Tierra de Alcalá de Henares, con sus dos subcomarcas, Alcarria (en azul) y Campiña (en verde), más el resto de municipios pertenecientes a la Diócesis (naranja).

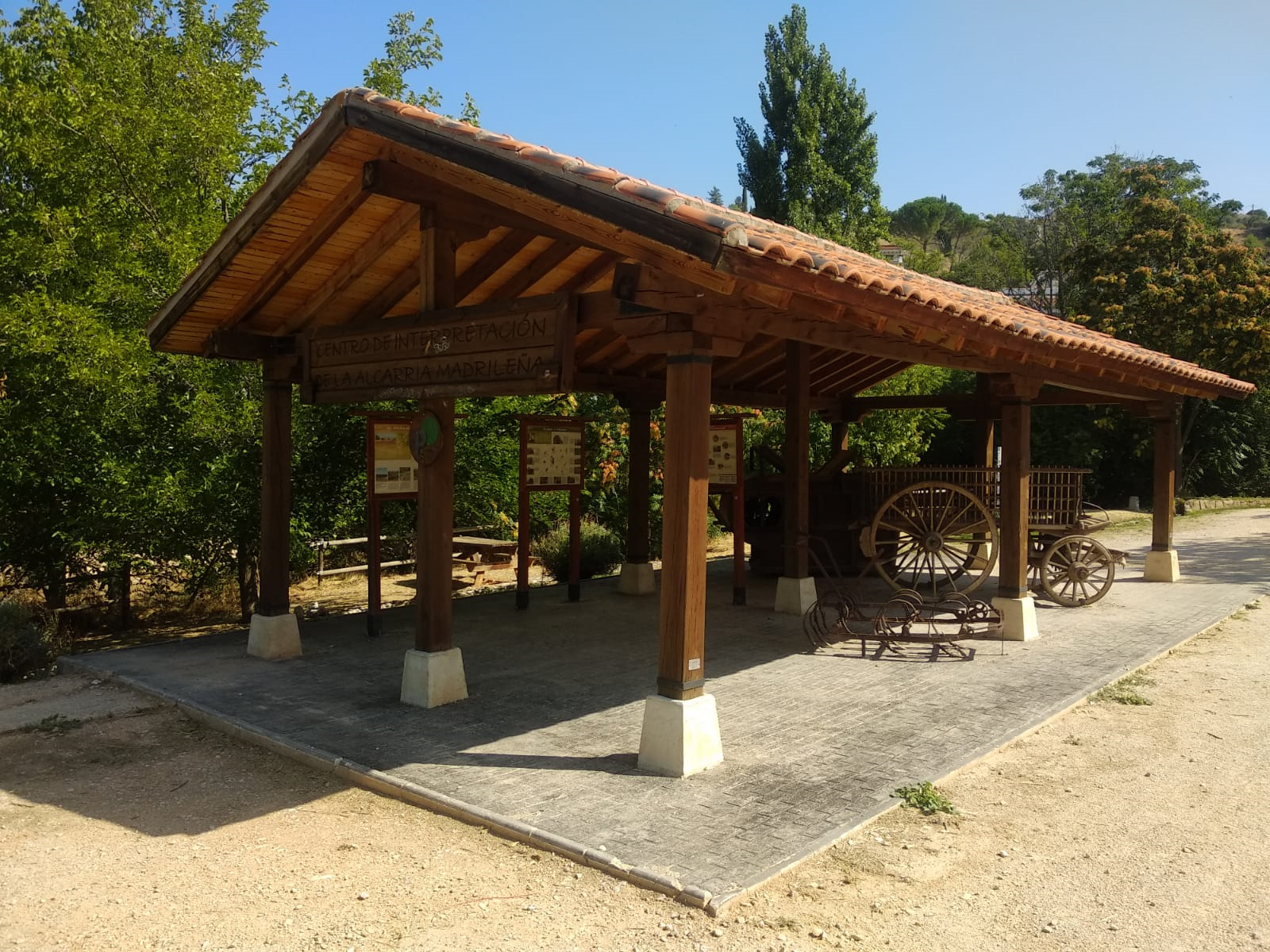
Centro de Interpretación de la Alcarria madrileña en Olmeda de las Fuentes

Alcarria de Alcalá, Alcarria Alcalaína o Alcarria Complutense es la denominación dada a la zona de la Alcarria situada al sur de Alcalá de Henares, en la Comunidad de Madrid. La Alcarria es una comarca histórica y natural que se extiende principalmente por la provincia de Guadalajara, aunque también por las de Cuenca y Madrid. Algunas publicaciones engloban la Alcarria alcalaína dentro de una mal llamada Alcarria de Madrid, denominación arbitraria que nunca ha sido utilizada ni histórica ni popularmente, mientras que sí se encuentra aceptado y extendido el topónimo Alcarria de Chinchón como el área alcarreña al sur del Tajuña. De manera que los límites de la Alcarria de Alcalá son el río Henares al norte, lindando con la Campiña de Alcalá; el límite de la provincia de Guadalajara al este, que lo separa de la Alcarria de Guadalajara; el río Tajuña al sur, haciendo de frontera con la Alcarria de Chinchón; y el río Jarama y el límite de la histórica Tierra de Alcalá al oeste.

## Geografía

### Orografía
Al igual que el resto de la Alcarria, se caracteriza por su relieve montaraz, vallejos profundos y páramos calizos que superan los 900 metros.

### Edafología
La naturaleza de los suelos de la Alcarria es de tipo básico, siendo dominantes los yesos, las margas, las calizas de páramo y las arcillas.

### Hidrografía
La atraviesan arroyos como el de Pantueña o el de Anchuelo. Al norte está delimitada por el río Henares que la separa de la Campiña, al oeste limita con el río Jarama y al sur con el río Tajuña.[cita requerida]

### Flora

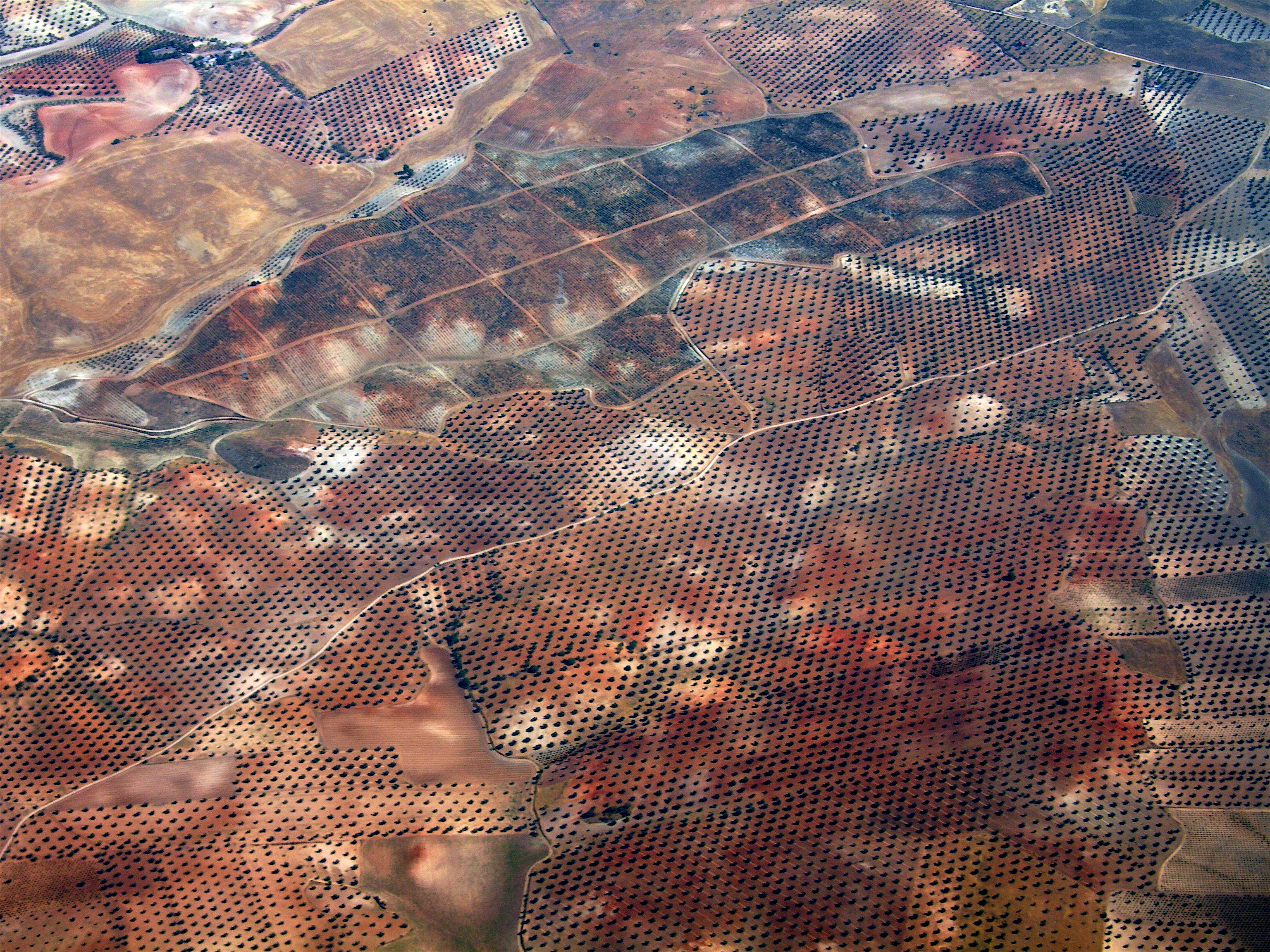
Cultivo del olivo en el páramo alcarreño cercano a Chinchón

La vegetación es de tipo mediterráneo, siendo dominante y potencial los bosques de encinar basófilo manchego (Quercus ilex subsp. ballota) y de roble quejigo (Quercus faginea subsp. faginea). Aun así, recientes repoblaciones con pino carrasco (Pinus halepensis) constituyen parte de la nueva y extensa cobertura forestal.
El cortejo arbustivo de estos bosques está acompañado por arbolillos como Rhus coriaria (zumaque), Quercus coccifera (coscoja o carrasca), Acer monspessulanum (enguelgue), Colutea arborescens (espantalobos) o Rhamnus alaternus (aladierna). Las etapas de degradación del monte vienen representadas por familias como las labiadas, de forma que abundan los tomillares y romerales.

### Economía local y paisaje
El cultivo tradicional es aterrazado en las fuertes pendientes, con olivo, almendro y vid, acompañados en el páramo por el cultivo del cereal.
La ganadería está representada por las cabañas ovina (razas manchega y alcarreña) y caprina.

## Municipios integrantes

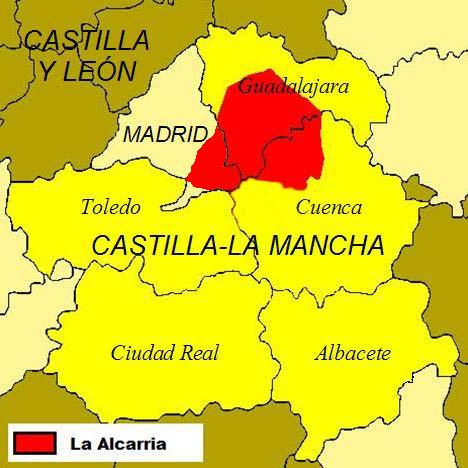
Extensión aproximada de la Alcarria, entre las provincias de Madrid, Guadalajara y Cuenca.

Los 24 municipios que conforman la Alcarria de Alcalá son: Ambite, Anchuelo, Arganda del Rey, Campo Real, Carabaña, Corpa, Loeches, Los Santos de la Humosa, Mejorada del Campo, Nuevo Baztán, Olmeda de las Fuentes, Orusco de Tajuña, Perales de Tajuña, Pezuela de las Torres, Pozuelo del Rey, Rivas-Vaciamadrid, Santorcaz, Tielmes, Torres de la Alameda, Valdilecha, Valverde de Alcalá, Velilla de San Antonio, Villalbilla y Villar del Olmo.